# Аренга
Аренга — преамбула, складова частина офіційного середньовічного документа, покликана пояснювати обставини або передісторію його появи. Вживалась після інвокації, титулатури, салютації та вводила читача у контекст і, відповідно до традиційного формуляру документів, є початком його головної частини.

## Приклад
...Раніше це  наше місто Тернопіль Ми в цьому пустому і необробленому полі заснували, де досі був лише сховок для ворожих нападів і грабежів, а нині — поселення і осідок, придатний і зручний для людей, доведено до того, що вже з Божою допомогою немала громада людей до нього зійшлася, осіла там і з кожним днем дедалі частіше осідатиме. Воліючи насамперед подбати про їхню безпеку і спокій, а також зберегти їхнє скромне майно, ми звели тут замок, придатний для їх захисту і належної та необхідної оборони. Оснастивши його всім тим, що, як вважається, стосується захисту, надійно і безпечно його укріпили, щоб в ньому можна було чинити опір віковічним ворогам цих земель: чи то татарам, чи то іншим, котрі бува прийдуть...

”   

...nuper oppidum Nostrum Tarnopolie in hoc deserto et inculto agro condiderimus, ubi antea nonnisi insultibus, et latrociniis hostium, diverticulum erat, nunc autem sedes, et colonia, hominibus apta et comoda eo deducta est, ut iam deo adiuvatore non exiguus cetus hominum, ad eam convenerit, consederitque, consessurusque est, adhuc in dies frequentior. Quorum inprimis saluti, ac tranquillitati prospicere, ac etiam tenues eorum fortunas servari volentes, arcem hic quoque defensioni eorum commodam ereximus, praesidioque oportuno, et necessario adiunctis his rebus, quae ad defensionem pertinere videbantur, munivimus tuto et secure, ut in ea sempiternis terrarum istarum hostibus, Tartaris ipsis, tum et aliis, si qui forte venerint ...